# Carlos Armenta
Carlos Armenta (* 18. Juli 1990) ist ein mexikanischer Leichtathlet, der sich auf den Speerwurf spezialisiert hat.

## Sportliche Laufbahn
Erste internationale Erfahrungen sammelte Carlos Armenta im Jahr 2013, als er bei den Zentralamerika- und Karibikmeisterschaften in Morelia mit einer Weite von 72,49 m die Goldmedaille im Speerwurf belegte. Im Jahr darauf belegte er bei den Zentralamerika- und Karibikspielen (CAC) in Xalapa mit 73,26 m den sechsten Platz und auch bei den CAC-Spielen 2023 in San Salvador wurde er mit 73,79 m Sechster. Anschließend gelangte er bei den Panamerikanischen Spielen in Santiago de Chile mit 69,00 m auf den achten Platz. Im Jahr darauf belegte er bei den Ibero-Amerikanischen Meisterschaften in Cuiabá mit 70,55 m den siebten Platz.